# Jaume III de Xipre
Jaume III de Lusignan, dit el Pòstum, nascut el 8 d'agost de 1473 i mort el 26 d'agost de 1474 quan tenia un any, fou rei de Xipre (1473-1474), fill de Jaume II de Xipre i de Caterina Cornaro.
A la mort del seu pare el 6 de juliol del 1473, la seva muller Caterina Cornaro estava embarassada de 8 mesos, i per les disposicions del rei difunt, havia d'exercir la regència en nom del fill o filla que naixeria, i si mancava fill o filla, la corona passava directament a l'esposa. Així es va fer, i va néixer un fill que es va dir Jaume i fou declarat rei de Xipre i rei titular de Jerusalem i Armènia com a Jaume III; però una malaltia o els parents de Caterina van eliminar el jove rei quan just havia complert un any. Caterina va seguir al tron però ara com a reina, totalment dominada pels consellers i parents venecians.